# Heinz Franke
Heinz Franke (30 de Novembro de 1915 - 5 de Abril de 2003) foi um comandante de U-Boot que serviu na Kriegsmarine durante a Segunda Guerra Mundial.

## Carreira

### Patentes
| Offiziersanwärter    | 3 de abril de 1936     |
| Seekadett            | 10 de setembro de 1936 |
| Fähnrich zur See     | 1 de maio de 1937      |
| Oberfähnrich zur See | 1 de julho de 1938     |
| Leutnant zur See     | 1 de outubro de 1938   |
| Oberleutnant zur See | 1 de outubro de 1940   |
| Kapitänleutnant      | 1 de abril de 1943     |

### Condecorações
| Cruz de Ferro 2ª Classe            | 23 de fevereiro de 1940 |
| Distintivo de Guerra U-boot (1939) | 21 de novembro de 1941  |
| Cruz de Ferro 1ª Classe            | 12 de dezembro de 1941  |
| Cruz de Cavaleiro da Cruz de Ferro | 30 de novembro de 1943  |
| Distintivo do Fronte U-boot        | 24 de janeiro de 1945   |

### Patrulhas
|       | U-Boot | Partida               | Partida    | Chegada                 | Chegada    | Dias     | Toneladas |
| ----- | ------ | --------------------- | ---------- | ----------------------- | ---------- | -------- | --------- |
| 1     | U-262  | 5 de novembro de 1942 | Narvik     | 9 de dezembro de 1942   | La Pallice | 35 dias  | 8 103     |
| 2     | U-262  | 16 de janeiro de 1943 | La Pallice | 15 de fevereiro de 1943 | La Pallice | 31 dias  | 2 864     |
| 3     | U-262  | 27 de março de 1943   | La Pallice | 25 de maio de 1943      | La Pallice | 60 dias  |           |
| 4     | U-262  | 24 de julho de 1943   | La Pallice | 2 de setembro de 1943   | La Pallice | 41 dias  |           |
| 5     | U-262  | 14 de outubro de 1943 | La Pallice | 7 de dezembro de 1943   | La Pallice | 55 dias  | 2 968     |
| Total | Total  | Total                 | Total      | Total                   | Total      | 222 dias | 13 935 t  |

### Navios afundados
Navios afundados por Heinz Franke:
- 3 navios afundados num total de 13 010 GRT
- 1 navio de guerra fundado num total de 925 toneladas

| Data                   | U-Boot | Nome da Embarcação       | Toneladas | Nacionalidade | Comboio | Local do ataque     |
| ---------------------- | ------ | ------------------------ | --------- | ------------- | ------- | ------------------- |
| 18 de novembro de 1942 | U-262  | HNoMS Montbretia (K 208) | 925       | Noruega       | ONS-144 | 53° 37' N 38° 15' O |
| 26 de novembro de 1942 | U-262  | Ocean Crusader           | 7 178     | Reino Unido   | HX-216  | 50° 30' N 45° 30' O |
| 6 de fevereiro de 1943 | U-262  | Zagloba                  | 2 864     | Polónia       | SC-118  | 54° 45' N 27° 25' O |
| 31 de outubro de 1943  | U-262  | Hallfried                | 2 968     | Noruega       | SL-138  | 46° 05' N 20° 26' O |
| Total                  | Total  | Total                    | 13 935 t  |               |         |                     |

## Operações conjuntas de ataque
O comandante Heinz Franke participou das seguinte operações de ataque combinado durante a sua carreira:
- Rudeltaktik Kreuzotter[15] (15 de novembro de 1942 - 22 de novembro de 1942)
- Rudeltaktik Drachen[16] (22 de novembro de 1942 - 26 de novembro de 1942)
- Rudeltaktik Landsknecht[17] (19 de janeiro de 1943 - 28 de janeiro de 1943)
- Rudeltaktik Pfeil[18] (1 de fevereiro de 1943 - 7 de fevereiro de 1943)
- Rudeltaktik sem nome[19] (15 de abril de 1943 - 18 de abril de 1943)
- Rudeltaktik Schill[20] (25 de outubro de 1943 - 16 de novembro de 1943)
- Rudeltaktik Schill 1[21] (16 de novembro de 1943 - 22 de novembro de 1943)
- Rudeltaktik Weddigen[22] (22 de novembro de 1943 - 29 de novembro de 1943)